# Amblyterus clypealis
Amblyterus clypealis är en skalbaggsart som beskrevs av Ohaus 1904. Amblyterus clypealis ingår i släktet Amblyterus och familjen Rutelidae. Inga underarter finns listade i Catalogue of Life.